# Kiesenwetter (Adelsgeschlecht)
Kiesenwetter, auch Kiesewetter, ist der Name eines Adelsgeschlechts aus dem Kurfürstentum Sachsen. Die Familie, deren Zweige zum Teil bis heute bestehen, wurde Mitte des 16. Jahrhunderts nobilitiert. Später gelangten Angehörige auch in Schlesien und Preußen zu Besitz und Ansehen.

## Geschichte

### Herkunft
Bereits im 14. Jahrhundert erscheinen Namensträger in Oberlausitzer Urkunden. Otto Kysewetter wird 1349 als Bürger der Stadt Görlitz genannt und Petir Kysewetter erscheint 1408 in Görlitzer Ratsrechnungen. Die gesicherte Stammreihe des Geschlechts beginnt mit Noah Khisewetter (* 1459), der als Herr auf Ochelhermsdorf (heute Ortsteil von Grünberg) in Schlesien 1522 verstarb.
Dessen Sohn Hieronymus Khiesewetter (* 1512) war das erste Familienmitglied, das sich dauerhaft im Kurfürstentum Sachsen niederließ. Hieronymus wurde Doktor beider Rechte und kursächsischer Geheimer Rat. Als juristische Autorität war er oftmals bei der Erstellung wichtiger Verträge beteiligt, so unter anderen dem Naumburger Vertrag vom 24. Februar 1554, der Erneuerung der Stiftung der Universität Wittenberg 1569 sowie der Constitutionum Electoralium von 1572, einer Revision der kursächsischen Gesetzgebungen (Konstitutionen). Wegen Neigungen zur Calvinistischen Lehre und Sakramentsschwärmerei wurde gegen ihn und den Hofrichter Jan von Zeschau 1574 ein Verfahren wegen Kryptocalvinismus von Kurfürst August von Sachsen eröffnet. Er starb am 14. Januar 1586 im Alter von 76 Jahren in Eschdorf. Aus seiner 1545 geschlossenen Ehe mit Benigna von Kommerstaedt († 23. Mai 1587 in Elbersdorf), eine Tochter des sächsischen Rates Georg von Komerstadt, gingen elf Kinder hervor. Bereits am 1. Januar 1565 zu Wien erhielt Hieronymus Khiesewetter den rittermäßigen Reichsadelsstand als Stiftskanzler zu Merseburg und war damit der Begründer des Adelsgeschlechts.
Die Familie darf nicht mit anderen gleichnamigen Adelsgeschlechtern verwechselt werden, die aus verschiedenen Gegenden kamen und unterschiedliche Wappen führen. So unter anderem die Kiesewetter aus Mecklenburg, die 1801 den Reichsadelstand erhielten oder die österreichischen Kiesewetter von Wiesenbrunn, die 1843 nobilitiert wurden.

### Linien und Persönlichkeiten
Die Urenkel von Hieronymus, Heinrich Abraham und Christian Otto, waren die Stifter der beiden Linien der Familie. Sie waren die Söhne von Hieronymus von Kiesenwetter (* 1586 in Helmsdorf), Herr auf Helmsdorf, der als Hof- und Stallmeister bei den Grafen von der Schulenburg diente und 1650 verstarb. Mit seiner Ehefrau Katharina Henriette Zandt von Merl hatte er zehn Kinder, Heinrich Abraham war der Viertgeborene und Christian Otto der Letztgeborene.

#### Erste Linie
Heinrich Abraham von Kiesenwetter (* 14. Dezember 1616; † 26. März 1656), der Begründer der ersten Linie, stand als Leutnant in kursächsischen Diensten und war Bürger der Stadt Zittau. Aus seiner ersten Ehe mit Sabina Charlotte von Gadern ging der Sohn Otto Heinrich (* 1642) hervor, der wie schon sein Vater als Offizier in der kursächsischen Armee diente. Er geriet während des Großen Türkenkrieges in türkische Kriegsgefangenschaft, wo er mit 40 Jahren 1683 starb.
Dessen Enkel Ernst Ludwig von Kiesenwetter (* 9. Juli 1714) besuchte zunächst die Fürstenschule in Meißen und trat ebenfalls in kursächsische und königlich polnische Militärdienste. Er nahm an den Feldzügen während des Polnischen Thronfolgekrieges und der Schlesischen Kriege teil und wurde 1762 zum Geheimen Kriegsrat sowie 1765 zum Landesältesten des Fürstentums Görlitz ernannt. Ernst Ludwig erbte von seinem Vater die Rittergüter Ober- und Niederwanscha und wurde 1746 mit dem Gut Mittelreutnitz belehnt. 1764 kam es zu Beschwerden der Bauern und Untertanen von Reutnitz wegen Bedrückungen seitens ihrer Herrschaft in Person von Ernst Ludwig von Kiesenwetter beim sächsischen Kurfürsten. Ernst Ludwig starb am 1. September 1775 in Bautzen. Seine beiden Söhne aus seiner zweiten Ehe mit Charlotte Elisabeth von Nostitz (* 24. Juni 1724; † Februar 1810), Ernst Gottlob und Wolf Ludwig Ernst, teilten die erste Linie in zwei Äste.
Ernst Gottlob von Kiesenwetter (* 12. September 1749), der Begründer des ersten Astes, wurde 1783 Landeskommissar und 1789 Landesältester sowie Amtsverweser der Oberlausitz. Mit der Teilung des Königreiches Sachsen nach dem Wiener Kongress 1815, fielen Teile der Oberlausitz an das Königreich Preußen, in dessen Justizdienst Ernst Gottlob übernommen wurde. 1817 ernannte man ihn zum königlich preußischen Oberlandesgerichtsvizepräsidenten zu Glogau, wo er am 27. Juni 1822 verstarb. Aus seinen beiden Ehen mit Christiane Helene Tugendreich von Gersdorff († 17. Juni 1796) und Philippine Katherine von Buch († 19. Januar 1823) gingen neun Kinder hervor.
Wolf Ludwig Ernst von Kiesenwetter (* 18. März 1760), der Stifter des zweiten Astes, wurde Premierleutnant im kursächsischen Regiment Carabinieres und starb am 15. Juli 1835 als königlich sächsischer Major außer Dienst. Die Kinder aus seiner ersten Ehe mit Maria Wilhelmine von Bose († 9. März 1801) starben noch vor ihren Eltern. Seine zweite Ehe mit Rahel Friederike Charlotte von Metzrad wurde geschieden. Aus seiner dritten, 1811 in Dresden geschlossenen Ehe mit Christiane Friederike Eichhoff († 24. September 1824), eine geborene Gutwasser, kam der Sohn Benno Adolf Ferdinand Ernst von Kiesenwetter (* 12. Februar 1815 in Dresden; † 18. Oktober 1880 in Groß-Bauchlitz). Er war Betriebsingenieur bei der Königlich Sächsischen Staatseisenbahn. Seine jüngere Schwester Adolfine Friederike Ernestine (* 8. August 1817; † 11. März 1879) heiratete 1854 den später zum Generalleutnant ernannten Friedrich Leopold von Heintz.

#### Zweite Linie
Christian Otto von Kiesenwetter (* 1627 in Helmsdorf; † 1705 in Leippa), der Stammvater der zweiten Linie, war Herr zu Leippa in der Oberlausitz. Durch seine Heirat mit Johanna von Neicher erlangte er die Güter Kunzendorf, Koppitz und Hirschfelde im Herzogtum Sagan. Aus der Ehe ging der Sohn Karl Siegfried von Kiesenwetter (* 1662 in Leippa) hervor, der 1689 Helena Marianne von Schwanitz († 6. April 1726) ehelichte. Er erwarb 1691 von seiner Frau und deren Schwester Salome Elisabeth das Erbgut Leippa für 12.000 Reichstaler. Karl Siegfried starb am 13. November 1720 auf seinem Gut in Leippa. Der einzige Sohn der ihn überlebte war Karl Gottlob von Kiesenwetter (* 17. April 1699; † 21. Mai 1733). Er studierte Rechtswissenschaften an der Universität Leipzig und unternahm im Anschluss ausgedehnte Reisen durch Deutschland, Holland, Brabant und Frankreich. In einem Erbrezess vom Dezember 1720 hatte er das Gut Leippa nach dem Tod des Vaters für 22.000 Reichstaler übernommen. 1724 wurde er kursächsischer und königlich polnischer Appellationsrat und 1729 Assessor am Judicium Ordinarium. Er heiratete 1726 Ernestine Gottliebe von Gersdorff (* 11. Juli 1708 in Groß Krauscha; † 18. Mai 1770 in Leippa), die Tochter des Amtshauptmanns der Oberlausitz Georg Ernst II. von Gersdorff.
Ernst Philipp von Kiesenwetter, ein Urenkel von Karl Gottlob, diente während der Koalitionskriege als Offizier in der Sächsischen und Preußischen Armee. Nach dem Tod seines Vaters wurde er 1823 Fideikommissherr der väterlichen Güter. Von 1833 bis 1839 war er Abgeordneter der Zweiten Kammer des Sächsischen Landtages. Er schloss 1818 die Ehe mit der Gräfin Ernestine Adelheid Mathilde von Reuß-Köstritz (* 25. August 1795 in Köstritz; † 15. April 1875 in Dresden), Schwester des Fürsten Heinrich LXIX. zu Reuß-Köstritz. Sie führte den Titel Baronin von Kiesenwetter. Aus der Ehe gingen vier Töchter und zwei Söhne hervor. Die Erstgeborene Hedwig Marie Henriette (* 8. Juli 1819 in Reichenbach/O.L.; † 18. April 1886 in Breslau) heiratete 1844 den späteren Reichstagspräsidenten des Deutschen Kaiserreiches Otto Theodor von Seydewitz. Ihre jüngere Schwester Irmgard Isidore (* 6. Oktober 1829 in Reichenbach/O.L.; † 6. Oktober 1903 in Hosterwitz) ehelichte 1849 den späteren US-amerikanischen General Friedrich von und zu Egloffstein (1824–1885). Der jüngste Sohn Ernst Clemens (* 19. September 1827 in Reichenbach/O.L.) diente als Offizier in der Preußischen Armee. Er starb am 27. Juni 1895 in Wiesbaden als königlich preußischer Oberst zur Disposition. Aus seiner 1871 geschlossenen Ehe mit Sophie Luise Margarete von Haugwitz, einer Tochter von Ernst von Haugwitz, gingen zwei Söhne und zwei Töchter hervor.
Der bedeutende Entomologe und Geheime Regierungsrat Ernst August Hellmuth von Kiesenwetter war ein Neffe von Ernst Philipp, der Sohn seines jüngeren Bruders. Ernst August Hellmuth heiratete 1855 Klara Maria von Erdmannsdorff (* 12. Juli 1825 in Zibelle; † 1. April 1886 in Dresden). Ein Sohn des Paares war der Generalmajor Hermann von Kiesenwetter. Er erhielt zusammen mit seinen älteren Brüdern Ernst, sächsischer Regierungsrat, und Otto, sächsischer Rittmeister, am 8. Juni 1907 eine Eintragung in das königlich sächsische Adelsbuch unter der Nummer 269. Eine königlich sächsische Genehmigung zur Weiterführung der Namensform von Kiesenwetter erfolgte am 16. November 1912 zu Dresden für alle drei.

### Nachlass und Archivbestände
Ein Teil des schriftlichen Nachlasses der Familie Kiesenwetter und deren Angehöriger befindet sich im Hauptstaatsarchiv Dresden. Der Archivbestand mit einer Laufzeit von 1533 bis 2019 wird dort unter der Signatur 14005 Nachlass Familie von Kiesenwetter geführt. Er hat einen Umfang von einem Laufenden Meter.
Die Archivalien beinhalten Urkunden, Lehnbriefe, Korrespondenz, Reiseberichte, Erb- und Eheverträge, Testamente und eine Familienchronik. Die älteste Urkunde datiert vom Mai 1533, das Adelsdiplom mit Siegel von Kaiser Maximilian II. für Hyronimus Kiesenwetter, ausgestellt in Wien am 1. Januar 1565, ist dort ebenfalls archiviert. Im Bestand enthalten, unter der Archivaliensignatur 61, ist auch eine Rezeptesammlung mit Punschrezepten, Schnecken, Rauchpulver und Saucen die zwischen 1820 und 1860 datiert wird. Des Weiteren gibt es zahlreiche Stammtafeln, Ahnentafeln sowie Wappen, Siegel und Petschaften. Ein unveröffentlichtes Tagebuch über die Kriegsereignisse in der Oberlausitz 1813 von Ernst Karl Gotthelf von Kiesenwetter (* 1757; † 1821) wird als Abschrift seines Urenkels Friedrich von Seydewitz unter der Archivaliensignatur 14 geführt.

## Wappen

### Familienwappen
Das 1565 verliehene Wappen ist geteilt: Oben in Blau stehend ein nackter Knabe mit goldenem Haar und goldenem Apfel in der erhobenen Rechten (Adam); unten in Rot eine aufwärtsgewundene natürliche Schlange. Auf dem Helm mit blau-golden-toter Helmdecke ein wachsender Engel mit silbernen Flügeln und goldenem Haar in weißem Kleid mit über der Brust geschränkter rot-blauer Stola, die Rechte segnend erhoben, in der Linken ein goldenes Zepter haltend.

### Wappenvarianten

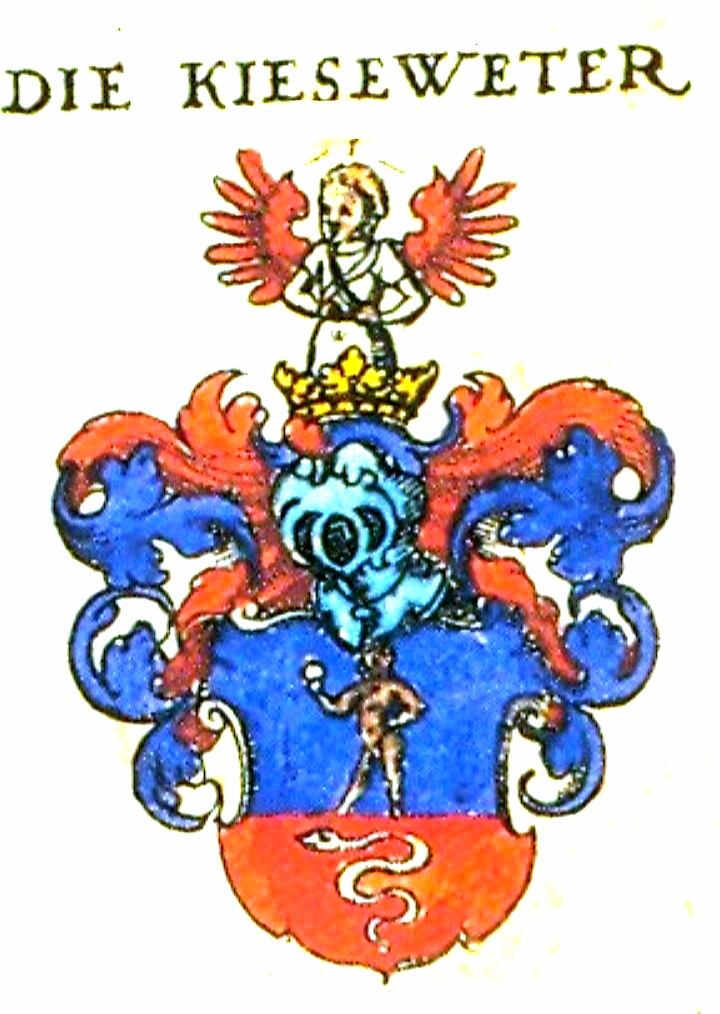
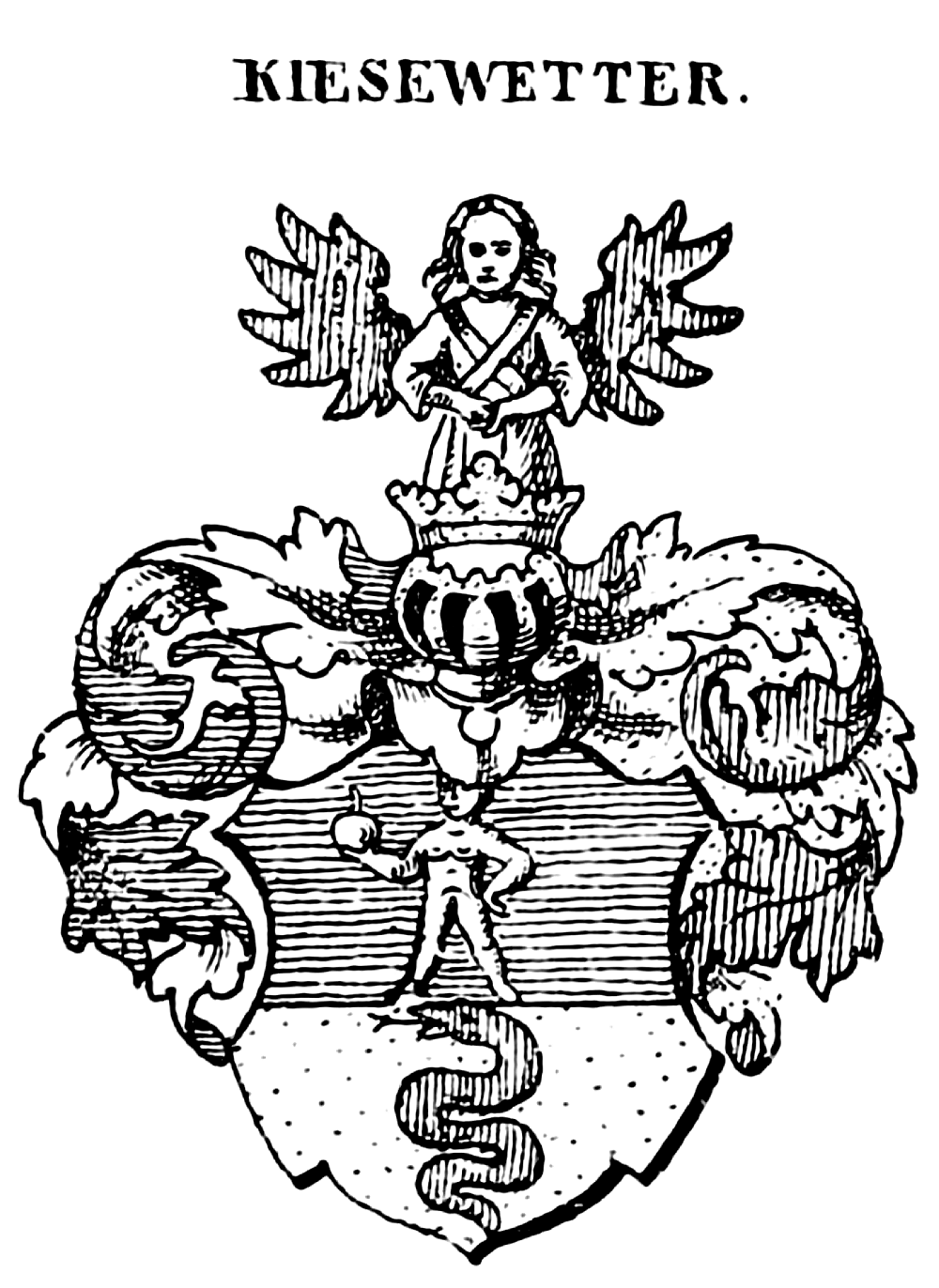
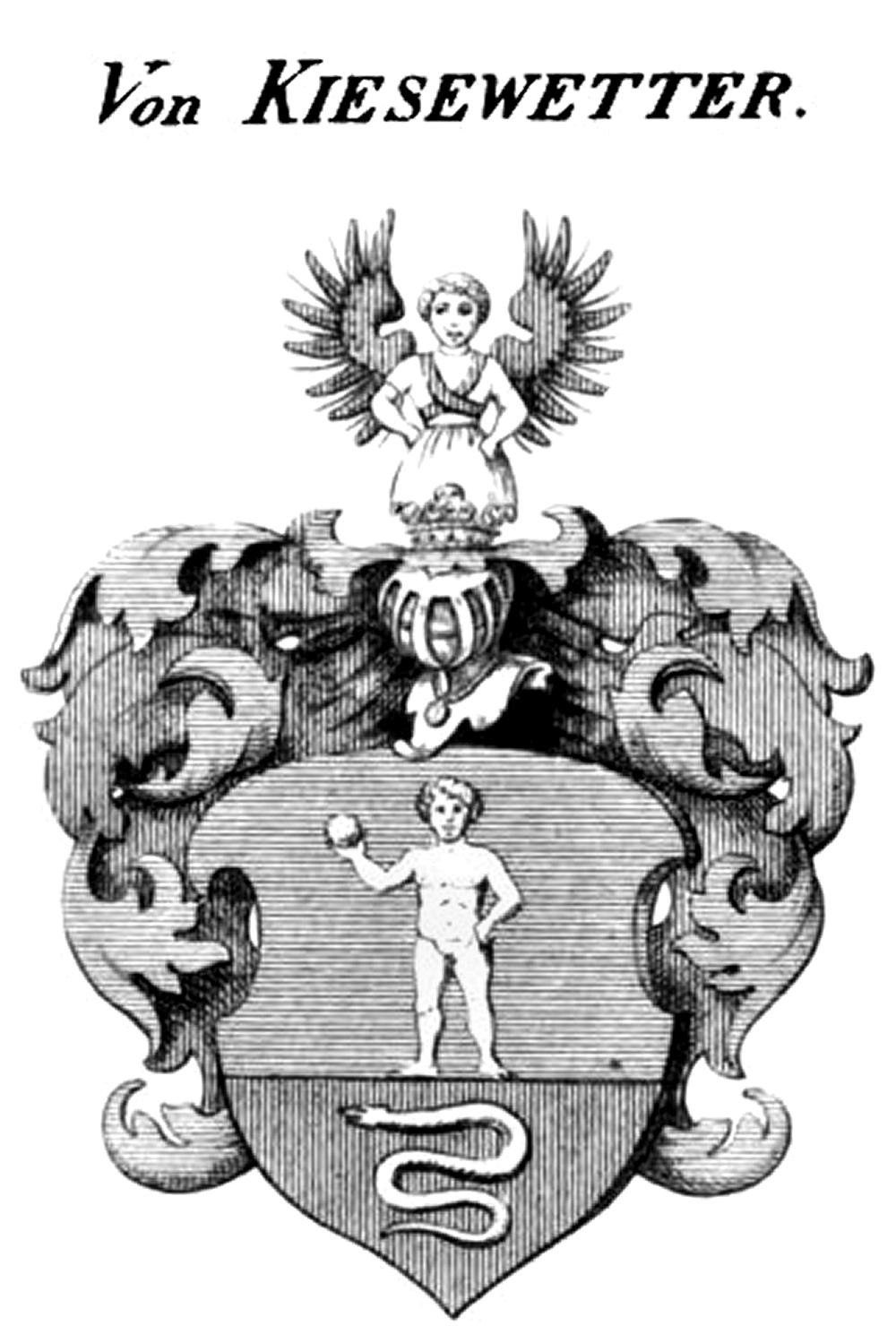
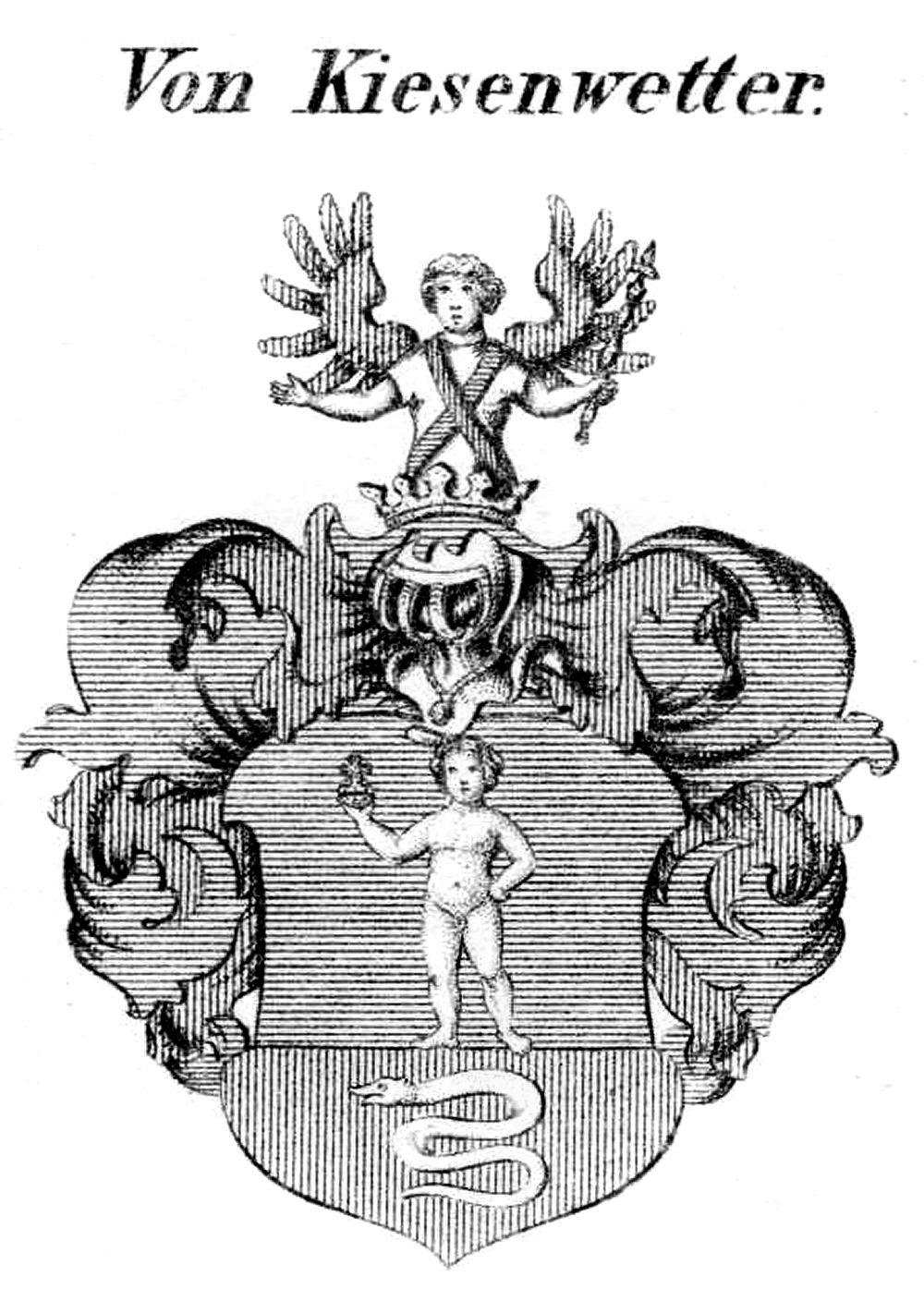
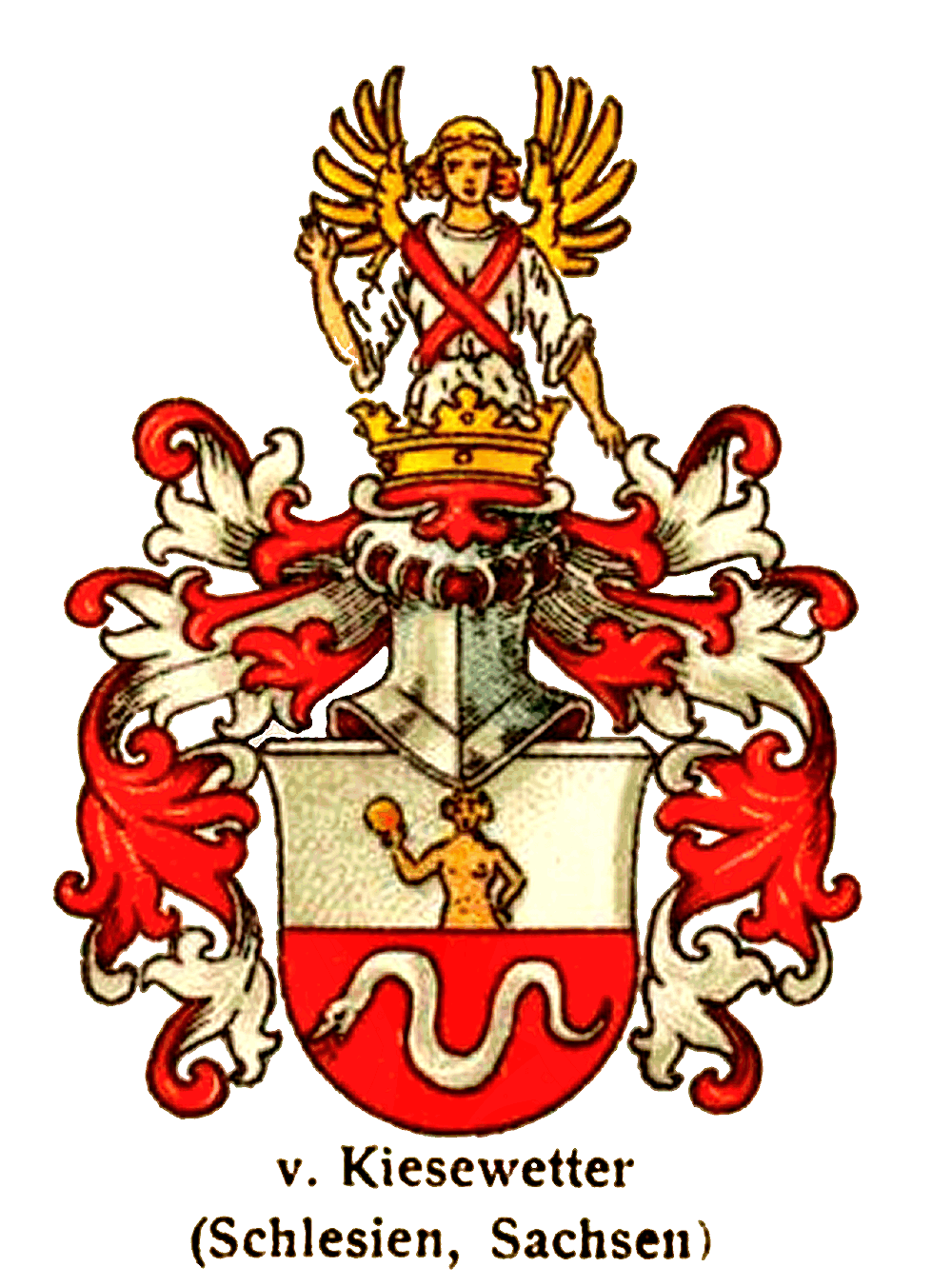

## Namensträger
- Hans Christian von Kiesenwetter (* 1669; † 1744), sächsischer General und Staatsmann
- Ernst Philipp von Kiesenwetter (* 1792; † 1840), sächsischer Gutsbesitzer und Mitglied der Zweiten Kammer der Sächsischen Ständevertretung
- Ernst August Hellmuth von  Kiesenwetter (* 1820; † 1880), deutscher Zoologe und Entomologe, Mitglied der Leopoldina
- Hermann von Kiesenwetter (* 1865; † 1926), sächsischer Generalmajor